# Payback (2023)
Payback (2023) foi o sétimo evento pay-per-view (PPV) de luta profissional Payback e evento de transmissão ao vivo produzido pela WWE. Foi realizado para lutadores das divisões de marca Raw e SmackDown da promoção. O evento aconteceu durante o fim de semana do Dia do Trabalho no sábado, 2 de setembro de 2023, na PPG Paints Arena em Pittsburgh, Pensilvânia, e foi o primeiro Payback realizado desde 2020. Isso também marcou o primeiro Payback realizado em um sábado e em setembro, bem como o primeiro a transmitir ao vivo no Peacock nos Estados Unidos e no Binge na Austrália. Este também foi o primeiro PPV e evento de transmissão ao vivo da WWE realizado em Pittsburgh desde o Extreme Rules em julho de 2018, que foi na mesma arena. O tema do evento é de lutadores em busca de vingança contra seus oponentes.

## Produção

### Introdução

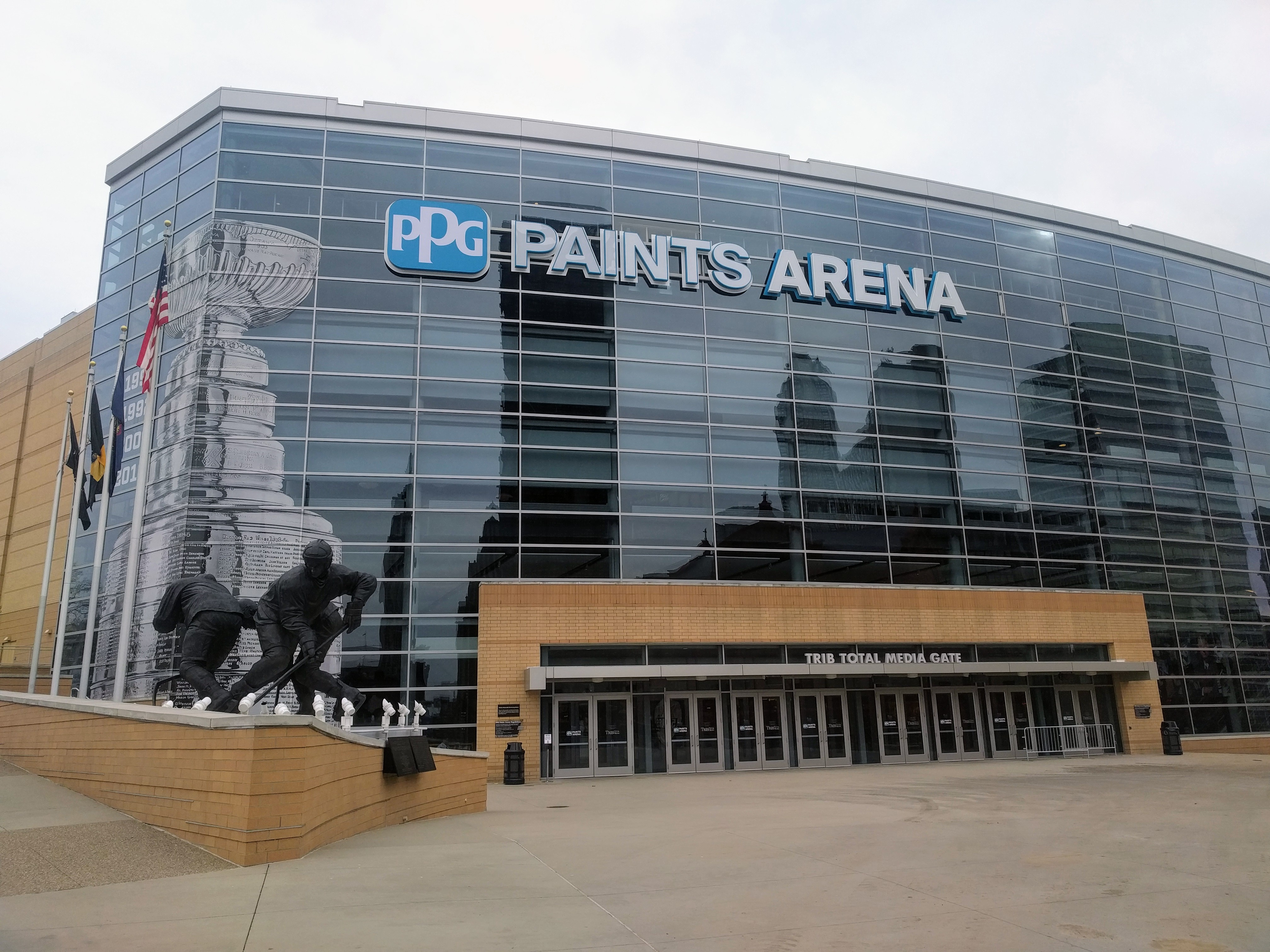
O evento foi realizado na PPG Paints Arena em Pittsburgh, Pensilvânia.

Payback é um evento de luta livre profissional que foi criado pela WWE em 2013. O conceito do evento é que os lutadores buscam vingança contra seus oponentes. O evento continuou anualmente até 2017, mas foi interrompido pela primeira vez até ser reintegrado em 2020, mas foi novamente interrompido. Em 16 de junho de 2023, no entanto, a WWE anunciou o renascimento do evento, com o sétimo Payback ocorrendo durante o fim de semana do Dia do Trabalho no sábado, 2 de setembro de 2023, na PPG Paints Arena em Pittsburgh, Pensilvânia e realizado para lutadores das divisões de marca Raw e SmackDown. Posteriormente, este foi o primeiro Payback realizado em um sábado e em setembro. Este também foi o primeiro evento pay-per-view (PPV) e transmissão ao vivo da WWE realizado em Pittsburgh desde o Extreme Rules em julho de 2018, que foi na mesma arena. Além de ser transmitido no PPV tradicional em todo o mundo e na WWE Network na maioria dos mercados internacionais, foi o primeiro Payback a transmitir ao vivo no Peacock depois que a versão americana da WWE Network se fundiu com o Peacock em março de 2021. Os ingressos estarão à venda em 27 de junho via Ticketmaster.

### Rivalidades
O card incluiu lutas que resultaram de histórias roteirizadas, onde lutadores retrataram heróis, vilões ou personagens menos distinguíveis em eventos roteirizados que criaram tensão e culminaram em uma luta ou uma série de lutas. Os resultados foram predeterminados pelos escritores da WWE nas marcas Raw e SmackDown, enquanto as histórias foram produzidas nos programas de televisão semanais da WWE, Monday Night Raw e Friday Night SmackDown.
No Night of Champions, Trish Stratus derrotou Becky Lynch graças à interferência de Zoey Stark, que mais tarde foi revelada como a protegida de Stratus. Eles continuaram a rivalidade, com as três se classificando para a luta feminina Money in the Bank, mas nenhuma saiu vitoriosa, embora Stratus legitimamente tenha quebrado o nariz durante a luta graças a Lynch. Stratus então negou o desafio de Lynch de lutar contra ela, alegando que ela não tinha autorização médica. Em vez disso, Stark enfrentou e derrotou Lynch no Raw de 10 de julho. Na semana seguinte, Stratus disse que aceitaria o desafio de Lynch se Lynch pudesse derrotar Stark em uma partida no episódio de 24 de julho, mas se Lynch falhasse, ela teria que se ajoelhar, agradecer a Stratus e receber "Obrigado, Trish " tatuado em seu peito. Lynch venceu, estabelecendo uma revanche no próximo episódio que rapidamente terminou em uma vitória por desqualificação para Lynch após Stark interferir. Mais tarde, o oficial da WWE Adam Pearce agendou uma revanche para o episódio de 14 de agosto com Stark banida do ringue, mas terminou em uma contagem dupla e as duas brigaram por toda a arena com Stark ajudando Stratus. Mais tarde, Pearce anunciou outra revanche, desta vez uma luta na jaula de aço, que estava marcada para Payback.
No Raw de 7 de agosto, Seth "Freakin" Rollins aceitou a oferta de Shinsuke Nakamura para estar em seu time em uma luta de trios naquela noite. O time deles venceu, mas durante a comemoração, Nakamura atacou Rollins com um Kinshasa, virando vilão no processo. Na semana seguinte, Nakamura afirmou que queria o Campeonato Mundial dos Pesos Pesados, levando Rollins a vir ao ringue, dizendo que se Nakamura quisesse o campeonato, enfrentaria Nakamura a qualquer momento com o título em jogo. Os dois então apertaram as mãos, mas Nakamura fingiu sair e novamente atacou Rollins com o Kinshasa. No episódio seguinte, uma luta pelo campeonato entre Rollins e Nakamura foi agendada para Payback.
No Raw de 19 de junho, Raquel Rodriguez questionou a Campeã Mundial Feminina Rhea Ripley atacando Natalya após a luta. Também durante este tempo, Rodriguez e Liv Morgan ganhariam o Campeonato de Duplas Femininas da WWE. Ripley continuou seus ataques pós-luta a Natalya. o que acabou levando a uma briga entre Ripley, Rodriguez e Morgan no episódio de 17 de julho, onde Ripley machucou o joelho esquerdo de Rodriguez. Este ataque posteriormente custou a Rodriguez e Morgan o Campeonato de Duplas Femininas em uma partida naquela noite. Depois que Morgan atacou Ripley mais tarde naquela noite, uma luta sem título entre os dois foi agendada para o episódio da próxima semana, no entanto, Ripley atacou Morgan violentamente, machucando seu braço, então a luta nunca aconteceu. No episódio seguinte, Rodriguez voltou e brigou com Ripley, apenas para se machucar mais uma vez. Mais tarde naquela noite, o oficial da WWE, Adam Pearce, afirmou que Rodriguez não tinha autorização médica para competir, no entanto, ele disse que assim que ela fosse liberada, ela conseguiria uma luta contra Ripley. No episódio de 21 de agosto, Rodriguez atacou Ripley e anunciou que ela estava medicamente liberada e que Pearce escalou Ripley para defender o Campeonato Mundial Feminino contra Rodriguez no Payback.
No episódio de 28 de julho do SmackDown, Santos Escobar enfrentou seu colega de grupo Latino World Order (LWO) Rey Mysterio nas finais do  Campeonato dos Estados Torneio por convite para ganhar uma luta pelo título contra Austin Theory. Mysterio se machucou durante a partida, então Escobar foi eleito o vencedor por paralisação do árbitro. A luta pelo campeonato aconteceria no episódio de 11 de agosto, porém, Theory atacou Escobar antes da partida, impossibilitando-o de competir. O oficial da WWE, Adam Pearce, permitiu que Mysterio tomasse o lugar de Escobar e enfrentasse Theory pelo título, que Mysterio ganhou. Na semana seguinte, Theory exigiu que Mysterio devolvesse o campeonato, já que ele não deveria estar na partida, no entanto, Pearce agendou uma luta do desafiante número um que Theory venceu. No episódio de 25 de agosto, a revanche foi marcada para Payback.
Durante o episódio de 25 de agosto do SmackDown, foi anunciado que no Payback, Grayson Waller teria uma edição especial de seu talk show, "The Grayson Waller Effect", com o convidado especial Cody Rhodes.
No SummerSlam, LA Knight do SmackDown venceu o Slim Jim SummerSlam Battle Royal, durante qual, ele eliminou The Miz do Raw. No Raw seguinte, Miz questionou a quantidade de atenção que Knight estava recebendo e o desrespeito que foi demonstrado por parte de Knight. Isso gerou um confronto entre os dois. Depois de algumas semanas de idas e vindas de promoções e interferências em partidas, incluindo Miz custando a Knight uma chance pelo Campeonato dos Estados Unidos, Miz desafiou Knight para uma luta, que ele aceitou, e uma partida intermarcas entre os dois foi marcada para o Payback.
Desde meados de julho, os Campeões Indiscutíveis de Duplas da WWE Kevin Owens e Sami Zayn estavam rivalizando com The Judgment Day (Finn Bálor, Damian Priest, "Dirty" Dominik Mysterio e Rhea Ripley) depois que o Judgment Day derrotou a equipe de Owens e Zayn em luta de duplas de seis lutadores. Isso levou a uma luta no episódio do Raw de 17 de julho, onde Owens e Zayn defenderam com sucesso o campeonato contra Priest e Mysterio. Também durante este tempo, Mysterio venceu o Campeonato Norte Americano do NXT e defendeu com sucesso o título contra Zayn após ser distraído por Priest e Ripley, que atacaram violentamente Owens, ferindo-o. A rivalidade de Zayn com o Judgment Day continuaria durante o mês seguinte, e no episódio de 21 de agosto, Owens retornaria. Mais tarde naquela noite, a equipe de Owens e Zayn derrotaria The Judgment Day em uma luta de duplas de seis homens. Na semana seguinte, Owens e Zayn estavam programados para defender o Campeonato Indiscutíveis de Duplas da WWE contra Bálor e Priest no Payback, e mais tarde, Owens e Zayn anunciaram que depois de conversar com o oficial da WWE Adam Pearce, a luta seria uma Steel City Street Fight. 

## Evento
| Função:                | Nome:                             |
| ---------------------- | --------------------------------- |
| Comentaritas ingleses  | Michael Cole                      |
| Comentaritas ingleses  | Corey Graves                      |
| Comentaritas espanhóis | Marcelo Rodriguez                 |
| Comentaritas espanhóis | Jerry Soto                        |
| Anunciadores de ringue | Mike Rome (SmackDown)             |
| Anunciadores de ringue | Samantha Irvin (Raw)              |
| Árbitros               | Danilo Anfibio                    |
| Árbitros               | Jason Ayers                       |
| Árbitros               | John Cena (LA Knight vs. The Miz) |
| Árbitros               | Daphanie LaShaunn                 |
| Árbitros               | Chad Patton                       |
| Árbitros               | Rod Zapata                        |
| Entrevistadores        | Cathy Kelley                      |
| Entrevistadores        | John Cena                         |
| Painel Pré-show        | Kayla Braxton                     |
| Painel Pré-show        | Jackie Redmond                    |
| Painel Pré-show        | Peter Rosenberg                   |
| Painel Pré-show        | Booker T                          |
| Painel Pré-show        | Wade Barrett                      |

### Pré-show
Durante o pré-show do Payback Kickoff, foi anunciado que John Cena seria o árbitro convidado especial para a partida entre LA Knight e The Miz, além de suas funções de anfitrião do evento.

### Lutas preliminares
Na primeira luta, Trish Stratus enfrentou Becky Lynch em uma luta Steel Cage. Status se esquivou de um varal e Lynch acertou uma powerbomb. Mais tarde, Lynch executou um superplex de top rope. Enquanto Stratus tentava escapar pela porta da jaula, Zoey Stark apareceu para tentar ajudá-la, mas Lynch fez Stratus voltar para dentro com Stark também entrando na jaula. Lynch lutou contra Stark e executou um Manhandle Slam nela e então impediu Stratus de escalar a jaula e desferiu um Manhandle Slam da corda superior e a imobilizou para a vitória. Após a partida, Stratus repreendeu Stark, que se voltou contra Stratus.
O apresentador do Payback, John Cena, saiu para divulgar o show. Ele foi interrompido por The Miz, que lhe deu conselhos sobre hospedagem, mas Cena continuou negando o conselho.
Na segunda luta, que contou com John Cena como árbitro convidado especial, LA Knight do SmackDown enfrentou The Miz do Raw. Knight deu um body slam em Miz e o imobilizou para quase cair. The Miz acertou um codebreaker e também um DDT para uma contagem de dois. The Miz executou o Skull Crushing Finale e tentou seu próprio embaralhamento de cinco nós dos dedos. No final, LA Knight realizou o BFT (Blunt Force Trauma) e derrotou Miz para vencer a luta.
Em seguida, Rey Mysterio defendeu o Campeonato dos Estados Unidos do SmackDown contra Austin Theory. No início da partida, Theory acertou um varal em Mysterio. Theory fez um suplex em Mysterio. Mysterio executou um moonsault top rope em Theory. Mysterio também entregou uma sentença de corda superior em Teoria. A teoria perdeu um A-Town Down. Mysterio acertou 619 em Teoria. No final, Mysterio rebateu outro A-Town Down em um roll up pin para reter o título. Após a partida, Mysterio comemorou com seus companheiros da Ordem Mundial Latina, Santos Escobar, Cruz Del Toro, Joaquin Wilde e Zelina Vega.
Depois disso, Kevin Owens e Sami Zayn defenderam o Undisputed WWE Tag Team Championship contra The Judgment Day (Finn Bálor e Damian Priest) em uma Steel City Street Fight. As armas foram rapidamente retiradas. Bálor bateu em Owens com uma cadeira. A luta então foi para a multidão. Os companheiros de grupo de Bálor e Priest no Dia do Julgamento, "Dirty" Dominik Mysterio e Rhea Ripley, interferiram. Zayn deu um suplex em Bálor no canto. Priest jogou uma lata de lixo na cabeça de Zayn. Ripley lançou Owens através da barricada. O amigo de Bálor JD McDonagh então apareceu para impedir Zayn. No final, quando Zayn estava prestes a vencer a partida, Dominik acertou Zayn com a pasta Money in the Bank de Priest, permitindo que Bálor imobilizasse Zayn e ganhasse os títulos. Com esta vitória, Bálor posteriormente se tornou o 24º Campeão de Grand Slam geral na WWE.
Depois disso, Grayson Waller do SmackDown apresentou uma edição especial Payback de "The Grayson Waller Effect" com o convidado Cody Rhodes do Raw. Durante o segmento, Rhodes revelou que foi capaz de mexer alguns pauzinhos e trazer Jey Uso de volta como membro do elenco do Raw - Jey estava no SmackDown, mas "saiu" da WWE algumas semanas antes do Payback após uma briga com seu irmão Jimmy Uso e The Bloodline como um todo. Depois que Jey fez sua entrada, Waller falou mal dele e Jey o derrubou com um superkick.
Na penúltima luta, Rhea Ripley defendeu o Campeonato Mundial Feminino do Raw contra Raquel Rodriguez. Rodriguez executou o Prism Trap e também um Powerslam. A ação foi para fora. Dominik Mysterio então interferiu e ajudou Ripley a manter o título.

### Evento principal
No evento principal, Seth "Freakin" Rollins defendeu o Campeonato Mundial de Pesos Pesados do Raw contra Shinsuke Nakamura. Rollins realizou um mergulho suicida em Nakamura. Nakamura acertou uma joelhada no canto. Nakamura deu um meio caranguejo em Rollins. Nakamura entregou um suplex alemão deslizante. Nakamura atingiu Kinshasa em Rollins. No clímax, Rollins executou The Stomp e derrotou Nakamura para reter. Após a luta, Nakamura atacou Rollins.

## Recepção
Kevin Pantoja do 411Mania deu nota 7 de 10, elogiando o desempenho do Dia do Julgamento e o retorno de Jey Uso.
Dave Meltzer deu 4 estrelas ao jogo Steel Cage. A partida LA Knight vs. The Miz recebeu 2,25 estrelas, a partida do Campeonato dos Estados Unidos recebeu 3,25 estrelas, a partida Undisputed WWE Tag Team Championship recebeu 4,25 estrelas, a partida do Campeonato Mundial Feminino recebeu 1,75 estrelas e o evento principal recebeu 3,5 estrelas.

## Após o evento
A partir de janeiro de 2023, houve especulações de que a WWE havia sido colocada à venda. Horas antes do início da WrestleMania 39 Night 2, CNBC relatou através de múltiplas fontes que um acordo entre a WWE e a Endeavor, a empresa-mãe do Ultimate Fighting Championship (UFC), foi iminente. O acordo envolveu uma fusão da WWE com o UFC na TKO Group Holdings, com a Endeavor detendo uma participação de 51%. A venda foi confirmada no dia seguinte, 3 de abril de 2023, com a fusão sendo concluída em 12 de setembro. A edição de 2023 do Payback tornou-se o último evento WWE PPV em que a empresa pertencia e era controlada pela família McMahon.

### Raw
O episódio seguinte do Raw abriu com Jey Uso, que agradeceu aos fãs e explicou que Cody Rhodes havia ligado para ele e posteriormente foi transferido para o Raw. Sami Zayn, com quem Jey teve uma história enquanto Zayn fazia parte do The Bloodline, apareceu. Zayn afirmou que estava orgulhoso por Jey ter se libertado do The Bloodline e estava feliz por estar no Raw. Zayn ofereceu-lhe um aperto de mão, porém Jey não retribuiu. Quando Zayn estava saindo, Jey ligou de volta, fazendo uma piada sobre não se sentir "Ucey", e ofereceu o aperto de mão, porém, Zayn abraçou Jey. Mais tarde, o oficial da WWE Adam Pearce revelou que um membro do elenco do Raw foi negociado com o SmackDown para que Jey pudesse se juntar ao Raw. Quem foi negociado ainda não foi revelado.
Também no Raw, Shinsuke Nakamura afirmou que subestimou Seth "Freakin" Rollins e que acabaria ganhando o Campeonato Mundial de Pesos Pesados. Mais tarde, Rollins fez uma promo no ringue e afirmou que não se sentia bem por Nakamura ter deixado Payback sozinho enquanto ele precisava ser ajudado a sair da arena, e posteriormente chamou Nakamura e se ofereceu para ter outra luta pelo título contra ele. naquela noite, mas Nakamura recusou. Um Rollins confuso então brigou com Nakamura, que levou vantagem sobre Rollins.
Em entrevista nos bastidores do Raw, Zoey Stark afirmou que sua parceria com Trish Stratus acabou e que ela aprendeu muito com Stratus e que ninguém a pressiona.
The Judgment Day (Finn Bálor, Damian Priest, "Dirty" Dominik Mysterio e Rhea Ripley) comemoraram suas vitórias no campeonato no Payback. Bálor agradeceu a todos do grupo, assim como a JD McDonagh, que então compareceu. Ele presenteou Priest com uma pasta roxa personalizada do Money in the Bank. Sami Zayn então interrompeu e questionou que foram necessários todos os cinco para Bálor e Priest vencerem ele e Owens pelo Undisputed WWE Tag Team Championship. Zayn queria enfrentar Mysterio naquela noite, pois foi ele quem lhes custou os títulos, no entanto, McDonagh se ofereceu para enfrentá-lo. Mais tarde, McDonagh derrotou Zayn graças à interferência de Mysterio.
Também no Raw, Raquel Rodriguez confrontou o oficial da WWE Adam Pearce sobre uma revanche contra a campeã mundial feminina Rhea Ripley devido à interferência de Dominik Mysterio. Pearce concordou e marcou a revanche do campeonato para a semana seguinte, com Mysterio barrado do ringue.
Durante um segmento "Miz TV" no Raw, The Miz afirmou que sua vitória foi roubada no Payback devido ao árbitro convidado especial, John Cena. Ele então apresentou Cena como seu convidado, porém Cena não apareceu; no entanto, Miz agiu se estivesse presente e o "entrevistou" (referindo-se ao bordão "You Can't See Me" de Cena), alegando que Knight conspirou com Cena para ferrar Miz. Miz então desafiou Knight para uma revanche sem árbitro convidado especial ou quaisquer surpresas.

## Resultados
| Nº                                          | Resultados                                                                           | Estipulações                                                               | Tempo |
| ------------------------------------------- | ------------------------------------------------------------------------------------ | -------------------------------------------------------------------------- | ----- |
| 1                                           | Becky Lynch derrotou Trish Stratus                                                   | Luta na jaula de aço                                                       | 20:00 |
| 2                                           | LA Knight derrotou The Miz                                                           | Luta individual John Cena serviu como árbitro convidado especial.          | 15:45 |
| 3                                           | Rey Mysterio (c) derrotou Austin Theory                                              | Luta individual pelo Campeonato dos Estados Unidos                         | 9:45  |
| 4                                           | The Judgment Day (Finn Bálor e Damian Priest) derrotaram Kevin Owens e Sami Zayn (c) | Luta Steel City Street Fight pelo Campeonato Indiscutível de Duplas da WWE | 20:45 |
| 5                                           | Rhea Ripley (c) derrotou Raquel Rodriguez                                            | Luta individual pelo Campeonato Mundial Feminino                           | 17:20 |
| 6                                           | Seth "Freakin" Rollins (c) derrotou Shinsuke Nakamura                                | Luta individual pelo Campeonato Mundial dos Pesos Pesados                  | 26:05 |
| (c) – Refere-se aos campeões antes da luta. |                                                                                      |                                                                            |       |